# Numbeo
Numbeo는 소비자 물가지수, 범죄통계, 의료의 질 등의 통계에 대한 크라우드소싱된 글로벌 데이터베이스이다. Numbeo는 동료평가를 받지 않으며 데이터는 누구든지 추가가 가능하다.
2009년 4월 설립되었으며 사용자들이 국가와 도시 간 생활비에 관한 정보를 공유하고 비교할 수 있게 하고있다. Numbeo 웹사이트는 Numbeo doo라는 세르비아의 기업에 의해 운영된다. 설립자는 Mladen Adamovic이다.

## 같이 보기
- 세계에서 가장 살기 좋은 도시
- Where-to-be-born 인덱스